# ヤングジャパングループ
株式会社ヤングジャパングループは、フォーク系歌手が多数在籍した芸能事務所。日本音楽出版社協会正会員。

## 概要
1971年、細川健により「ヤングジャパン」として設立。設立当初はジェームス・ブラウンの日本招聘やグアム・サイパンツアーなどの失敗で1億5000万円の負債を抱えるが、アリスをはじめとして、バンバン、海援隊などがヒットする。
1978年には、キョードー東京との合弁でコンサートの企画・制作を行うハンズ（現：ハンズオン・エンタテインメント）、1980年にはポリドールKK（現：ユニバーサル ミュージックLLC）との合弁でレコード会社ポリスターを設立している。
1980年以降、佐野元春、渡辺美里、岡村靖幸など、80年代以降隆盛を極めるエピックソニーのアーティストも所属。
1983年以降、所属アーティストがヤングジャパンの子会社として設立されたツーバン・メイハウス（現：アップフロントグループ）・ハートランド他に移籍。2023年現在は所属アーティストはまったく在籍していないものの、会社（法人）としては現存している。元々細川は芸能人を見定める能力に欠けており、当時のワーナーパイオニアからデビューすることになっていたグレープ（さだまさし、吉田正美）のうち、さだまさしの写真を見て「こいつ貧乏神みたいだ」と言ってプロダクション所属を認めなかったというエピソードは業界内で有名で、伸び悩んだことに「新人発掘能力もなく事務所経営能力も皆無で衰退もやむなし」というのが芸能界では常識となっている。

## 所属していた主な芸能人
- アリス
  - 谷村新司
  - 堀内孝雄
  - 矢沢透
- バンバン
  - ばんばひろふみ
  - 高山厳（弘）
  - 今井ひろし
- 海援隊
  - 武田鉄矢
  - 千葉和臣
  - 中牟田俊男
- ザ・ムッシュ
  - 山本雄二
  - 徳永章
  - 土橋広市
- 四季
  - 伊集院良二
  - 牧田和男
  - 北田常光
  - 樫原省二
- リンドン
  - 田中信昭
  - 田中一郎
  - 伊藤薫
- ララバイ
  - 中村行延
  - 中村弘美
- シグナル
  - 浅見昭男
  - 住出勝則
  - 田村功夫
- 滝ともはる
- 佐野元春
- 岡村靖幸
- やしきたかじん
- つボイノリオ
- 岸田智史
- 兵藤ゆき
- 長江健次
- 平山みき
- 松原みき - 関連会社ポケットパーク所属
- バスケットシューズ
- Sky
  - 森本隆
  - 北沢英三（八田雅弘）
- スターダストレビュー
  - 根本要
- 渡辺美里
- 松下里美
- 白井貴子
- 谷村有美
- VOW WOW
- THE PEPPER BOYS
- 森高千里
- KAN
- PIE(パイ)　C-POINT
  - 川端康仁
  - 百田忠正
  - 恒見コウヘイ
- レイン
  - 国安修二他
- 有馬エリ

1971年 - 1972年
- 貝がら
  - 宇野博信
  - 岡田勉
  - 吉田健志
  - 野崎美枝子
  - 佐藤加代子
- ファニー・カンパニー
  - 桑名正博
  - 横井康和
  - 栄孝志
  - 古宇田優
  - 西哲也
- 吉田峰子